# Fondazione Ente Ville Vesuviane
L'ente per le Ville Vesuviane è una fondazione italiana, con il compito censire, salvaguardare e valorizzare il patrimonio artistico e architettonico delle 122 ville vesuviane costruite nel Settecento lungo il Miglio d'oro.

## Storia
Istituito nel 1971 con legge 578/71, l'ente assunse inizialmente la forma di un consorzio tra Stato, Regione Campania, provincia di Napoli e i comuni vesuviani in cui si trovano le ville interessate, ossia Napoli, San Giorgio a Cremano, Portici, Ercolano e Torre del Greco.
Di fatto il lavoro dell'ente a tutela degli immobili vesuviani inizia nel 1976, con l'emanazione, da parte del ministro per i beni e le attività culturali, del decreto di vincolo. La costituzione dell'ente ha consentito l'inizio, e in taluni casi il completamento, di progetti di restauro delle ville. La prima villa ad essere restaurata fu Villa Campolieto ad Ercolano che, dopo 6 anni di lavori, nel 1984 fu inaugurata e aperta al pubblico e ospita tuttora gli uffici della fondazione.
Nel 2009, con decreto del Ministero per i beni e le attività culturali, l'ente ha cambiato status giuridico divenendo una fondazione. 
Attualmente la fondazione tutela e gestisce la Villa Campolieto, il parco sul mare di Villa Favorita, Villa Ruggiero e lVilla delle Ginestre. La sua mission è indirizzata alla realizzazione di una offerta turistica basata sulla fruizione dei beni culturali e della sostenibilità ambientale, ai fini della crescita economica e della coesione sociale del territorio.
Nelle sue sedi, meta di itinerari e visite guidate, realizza attività artistico-culturali, tra cui il Festival delle Ville Vesuviane, nato nel 1987.